# 度瀬神社
度瀬神社（わたらせじんじゃ）は、岐阜県高山市国府町（旧・吉城郡国府町）に鎮座する神社。
通称は「国府宮」「こうの宮」。

## 概要
創建時期は不詳。飛騨国式外社十社の一つの「正六位上度瀬神社従五位下」と推測される。
周囲には前方後円墳のこう峠口古墳（岐阜県指定史跡）、広瀬古墳（高山市指定史跡）がある。
明治初期に村社となる。1980年（昭和55年）に岐阜県神社庁より銀幣社の指定を受ける。
現在の社殿、幣殿、拝殿は1979年（昭和54年）に新築したものである。

## 主祭神
- 和加宇加乃売神
- 大八椅命

## 文化財
- 国府町金蔵獅子

高山市国府町広瀬町、上広瀬、金桶の三地区に伝わる氏神祭典奉納行事。広瀬町では毎年5月の広瀬神社、度瀬神社の例祭で奉納される。岐阜県の重要無形民俗文化財に指定されている。